# ساونا الأشعة تحت الحمراء
سَوْنَة الأشعة تحت الحمراء هي نوع من السَّوْنة التي تستخدم سخانات الأشعة تحت الحمراء لإصدار الأشعة تحت الحمراء التي تتعرض للحرارة المشعة التي يمتصها سطح الجلد. تحظى حمامات البخار بالأشعة تحت الحمراء بشعبية في العلاجات البديلة حيث يُزعم أنها تساعد في عدد من المشكلات الطبية بما في ذلك التوحد والسرطان وحتى كوفيد-19، لكن هذه الادعاءات علمية زائفة تمامًا. تختلف حمامات السَّوْنة التقليدية عن حمامات البخار التي تعمل بالأشعة تحت الحمراء من حيث أنها تسخن الجسم في المقام الأول عن طريق التوصيل والحمل الحراري من الهواء الساخن وإشعاع الأسطح الساخنة في غرفة السَّوْنة بينما تستخدم حمامات البخار بالأشعة تحت الحمراء الإشعاع فقط. تستخدم حمامات البخار بالأشعة تحت الحمراء أيضًا في العلاج بالأشعة تحت الحمراء، وعلى الرغم من وجود قدر ضئيل من الأدلة الأولية على أن هذه العلاجات ترتبط بعدد من الفوائد بما في ذلك انخفاض ضغط الدم وزيادة معدل ضربات القلب وزيادة وظيفة البطين الأيسر، إلا أن هناك العديد من المشكلات في ربط هذا العلاج. دليل على الفوائد الصحية المزعومة.

## تاريخيًا
اخترع جون هارفي كيلوج استخدام حمامات البخار المشعة مع حمام الضوء الكهربائي المتوهج عام 1891. ادعى أنه يحفز الشفاء في الجسم وفي عام 1893 عرض اختراعه في معرض شيكاغو العالمي. في عام 1896، حصلت شركة Kellogg على براءة اختراع الحمام الحراري المشع ووصفه في براءة الاختراع بأنه لا يعتمد على الحرارة في الهواء لتسخين الجسم ولكنه قادر على إنتاج العرق بسرعة أكبر من الحمامات التركية أو الروسية التقليدية في درجة حرارة محيطة منخفضة. أصبحت الفكرة شائعة، لا سيما في ألمانيا حيث تم إنشاء معاهد الضوء. الملك إدوارد السابع ملك إنجلترا والقيصر فيلهلم الثاني ملك ألمانيا أقاموا حمامات حرارية مشعة في قصورهم المختلفة. تم إحياء المفهوم الحديث للسَّوْنة بالأشعة تحت الحمراء في السبعينيات في اليابان باسم Waon (في اليابانية: الدفء المهدئ) وتستخدم أسرة حديثي الولادة عناصر الأشعة تحت الحمراء للحفاظ على دفء الطفل دون خنقه.

## الوصف
يمكن تصميم حمامات البخار التي تعمل بالأشعة تحت الحمراء لتبدو وكأنها حمامات البخار التقليدية ولكن يمكن أن تكون النماذج الأرخص في شكل خيمة بها عنصر الأشعة تحت الحمراء بداخلها. تختلف حمامات البخار بالأشعة تحت الحمراء عن الأنواع الأخرى من السَّوْنة مثل السَّوْنة الفنلندية التقليدية أساسًا في طريقة توصيل الحرارة. ضوء الأشعة تحت الحمراء البعيدة، الذي ينبعث في سَوْنة الأشعة تحت الحمراء بطول موجة يبلغ حوالي 10 ميكرومتر، يشعر به الجسم مباشرة على شكل حرارة مشعة دون الحاجة إلى تسخين الهواء حول الجسم أولًا. ينتج عن هذا انخفاض درجة حرارة الهواء المحيط مما يسمح بإقامة أطول وأكثر راحة في السَّوْنة. يخترق ضوء الأشعة تحت الحمراء أيضًا الجسم بعمق مما يؤدي إلى إنتاج عرق سريع وقوي. عادة ما يكون متوسط درجة الحرارة المحيطة في سَوْنة الأشعة تحت الحمراء 40 درجة -60 درجة مئوية مقارنة بـ 70 درجة -90 درجة مئوية في حمامات السَّوْنة التقليدية.

## التأثيرات
خلصت مراجعة الأدبيات في يوليو 2009 لتسع أوراق ذات صلة إلى أن هناك:
- أدلة معتدلة محدودة تدعم فعالية حمامات البخار بالأشعة تحت الحمراء البعيدة (FIRS) في تطبيع ضغط الدم وعلاج قصور القلب الاحتقاني
- أدلة عادلة، من دراسة واحدة، تدعم علاج سَوْنة الأشعة تحت الحمراء للألم المزمن
- دليل ضعيف، من دراسة واحدة، يدعم علاج سَوْنة الأشعة تحت الحمراء في متلازمة التعب المزمن
- دليل ضعيف، من دراسة واحدة، يدعم علاج سَوْنة الأشعة تحت الحمراء للسمنة
- أدلة ثابتة وعادلة لدحض الادعاءات المتعلقة بدور سَوْنة الأشعة تحت الحمراء في تقليل الكوليسترول

كانت جميع الدراسات في المراجعة محدودة بأحجام العينات الصغيرة، والمدة القصيرة، ومقاييس الأعراض غير المؤكدة، وحقيقة أنها أجريت جميعها من قبل نفس المجموعة البحثية الأساسية.